# Mission (Christentum)

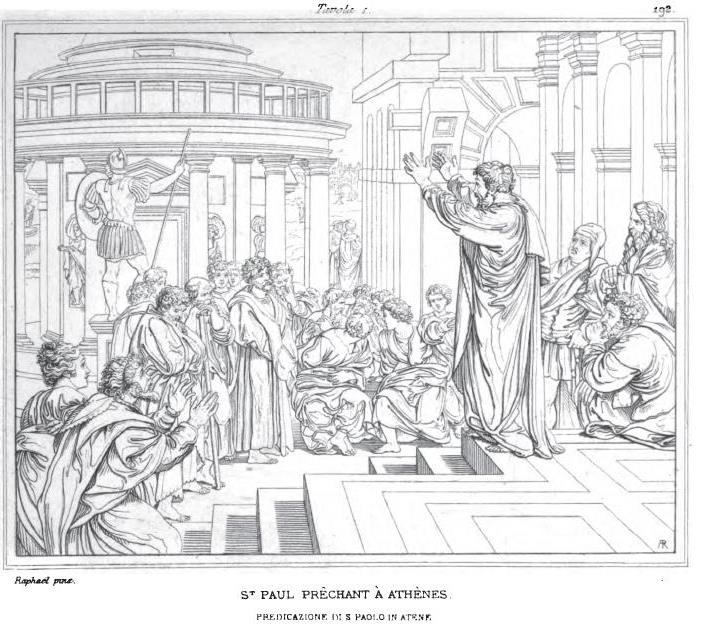
Der Apostel Paulus predigt in Athen, Skizze nach Raffael

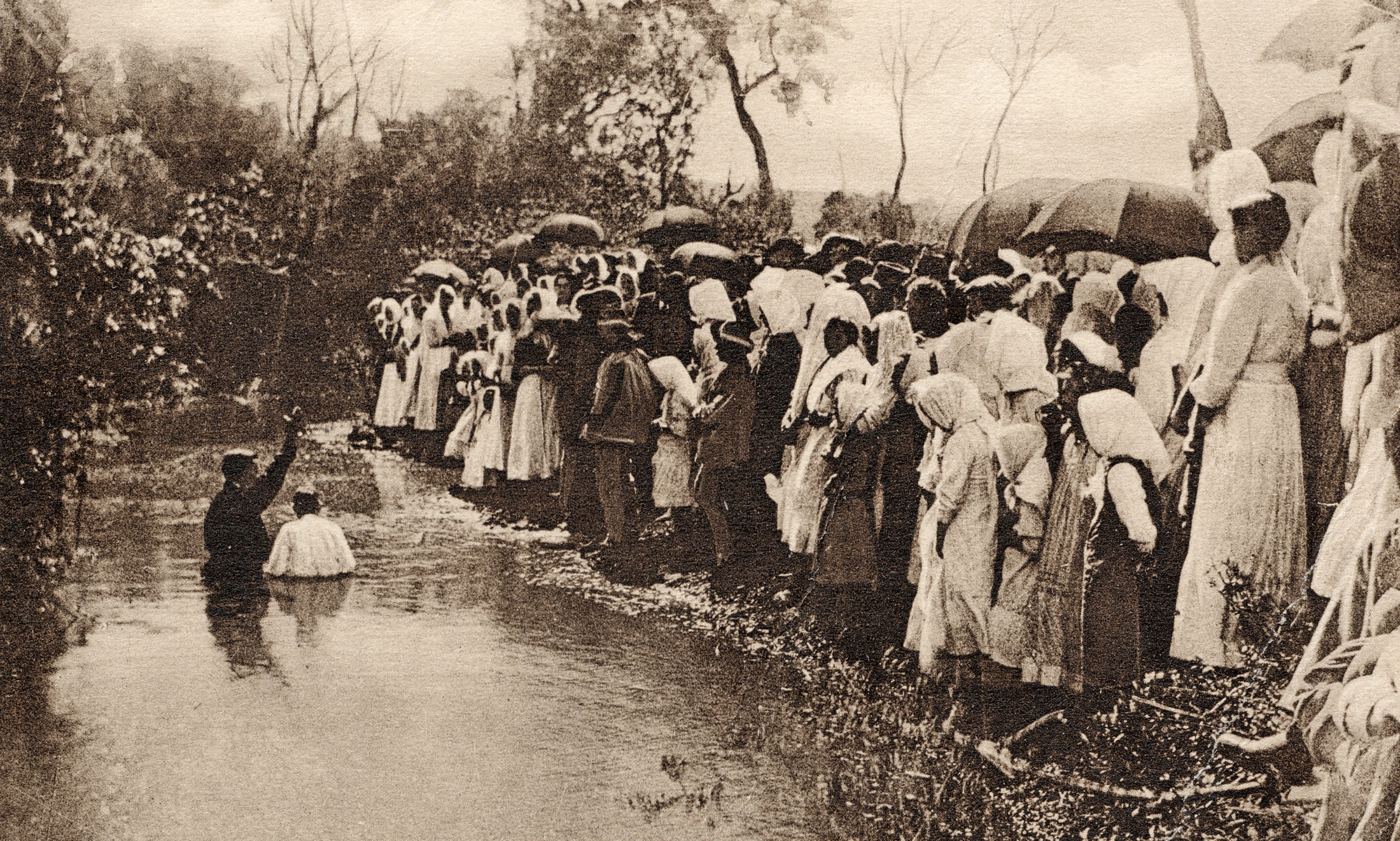
Der Missionar Eric Jansson taufend in Brasilien, 1910

Der Begriff Mission leitet sich von lateinisch missio (Sendung) ab und bezeichnet im Christentum die Verbreitung des Evangeliums. Das Wort Evangelium entstammt der griechischen Sprache und bedeutet „gute Nachricht“ oder „frohe Botschaft“. Um diese zu übermitteln, können ggf. auch Missionare („Sendboten“) eingesetzt werden.
Grundsätzlich ist Mission als allgemeiner christlicher Auftrag zu verstehen, zu der jeder getaufte Christ berufen ist. Er richtet sich aber oft auf bestimmte Gebiete oder Zielgruppen und verfolgt das Ziel, Menschen gezielt mit dem christlichen Glauben in Berührung zu bringen. Dazu werden Missionare oft nach Eignung ausgesucht, geschult und trainiert. Eine Bekehrung von Menschen zum christlichen Gott bedeutet nach christlicher, auf dem Wort der Bibel beruhender Auffassung zugleich Rettung und Angebot für ein gelingendes, sinnerfülltes Leben, die Zurückweisung nach katholischer Kirchenlehre zugleich Verdammnis und Tod (siehe Hölle).
Die Ausbildung, Entsendung und finanzielle Unterstützung von speziellen christlichen Missionaren geschieht durch eine kirchliche Institution, ein überkonfessionelles Missionswerk, eine einzelne christliche Gemeinde oder den persönlichen Förderkreis der Missionare. Im 21. Jahrhundert ist global sowohl eine Intensivierung als auch eine Pluralisierung von Formen christlich-missionarischer Interaktionen zu beobachten.
Verwandte Begriffe für christliche Mission sind Evangelisierung und Evangelisation.

## Biblische Grundlagen
Vor seiner Kreuzigung hat sich der Jude Jesus laut Bibel gegen eine Mission von Nicht-Juden ausgesprochen:

„Diese Zwölf sandte Jesus aus, gebot ihnen und sprach: Geht nicht den Weg zu den Heiden und zieht nicht in eine Stadt der Samariter, sondern geht hin zu den verlorenen Schafen aus dem Hause Israel. Geht aber und predigt und sprecht: Das Himmelreich ist nahe herbeigekommen.“

Die christliche Missionstätigkeit gründet sich auf Passagen der christlichen Bibel, insbesondere auf den Missionsbefehl des Auferstandenen – Jesus Christus – an seine Jünger. Als Beleg wird das Matthäusevangelium herangezogen, das mit dem sogenannten Missionsbefehl endet:

„Und Jesus trat herzu, redete mit ihnen und sprach: Mir ist gegeben alle Gewalt im Himmel und auf Erden. Darum gehet hin und lehret alle Völker: Taufet sie auf den Namen des Vaters und des Sohnes und des Heiligen Geistes und lehret sie halten alles, was ich euch befohlen habe. Und siehe, ich bin bei euch alle Tage bis an der Welt Ende.“

 Solch ein Missionsauftrag findet sich in sämtlichen Evangelien sowie in der Apostelgeschichte (Mk 16,15f. ; Lk 24,46–48 ; Joh 20,21 ; Apg 1,8 ).
Die historisch häufige Verbindung von Mission und Gewalt stützt sich auf Lk 14,23 . Im Gleichnis Jesu vom großen Abendmahl lässt der Hausherr vor einer Hochzeit Leute von der Straße „nötigen hereinzukommen“ (in der Übersetzung der Vulgata: „compelle intrare“), um das Haus zu füllen. Diese beiden Wörter wurden zur „Standardformel“, um „den Zwangscharakter vor allem der neuzeitlich-europäischen Mission“ auszudrücken und mit der Lehre des gerechten Krieges zu verbinden.
Die Grundlage für den Auftrag zur christlichen Mission beschränkt sich jedoch nicht auf die neutestamentlichen Schriften. Bereits im Alten Testament findet die christliche Theologie Aussagen, die den universalen Anspruch der Offenbarung Gottes betonen – dass Gottes Botschaft und Liebe nicht nur dem Volk Israel, sondern der gesamten Menschheit gilt. So wird die Anrede Gottes an Abraham, welche die ganze Menschheit erwähnt, im Christentum im Kontext des Missionsbefehls gelesen: „Durch dich sollen alle Geschlechter der Erde Segen erlangen“ (1 Mo 12,3 nach der Einheitsübersetzung).

## Geschichte

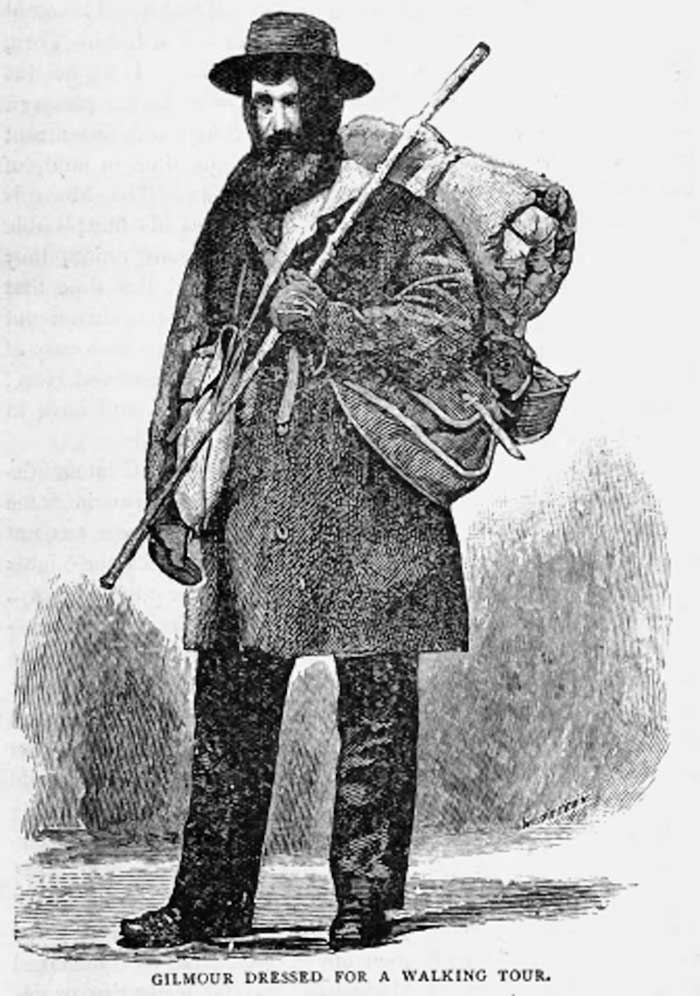
Englischer Wandermissionar in der Mongolei 1904

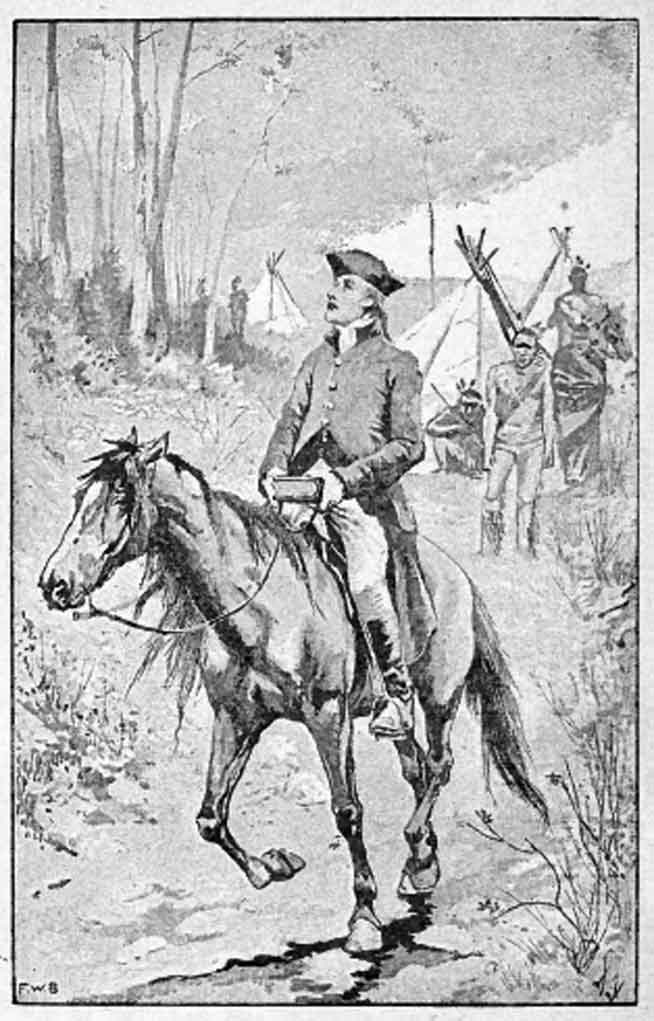
David Brainerd, Missionar bei den Delawaren

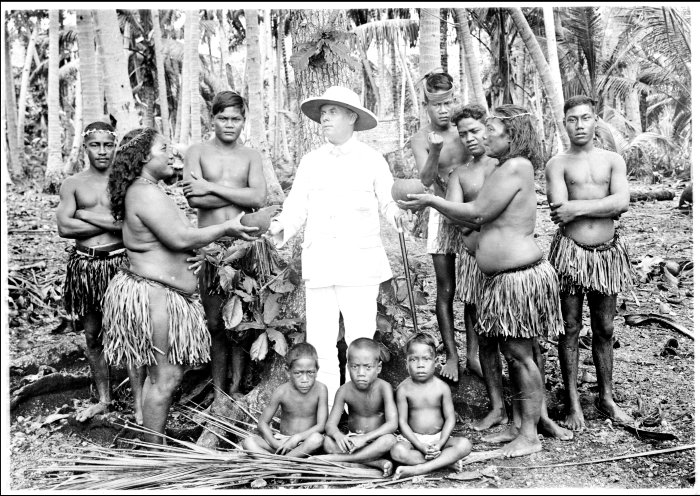
Missionar auf Nauru, 1916–17

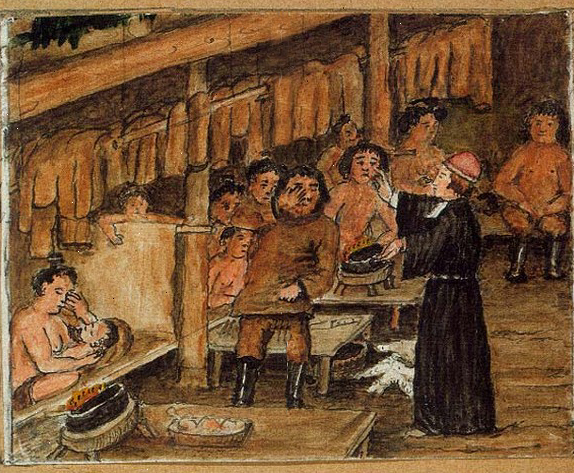
Grönlandmissionar Aron von Kangeq, 19. Jh.

In der christlichen Mission gibt es zahlreiche Phasen, in denen bestimmte Kirchen oder Gruppen in bestimmten Gebieten besonders aktiv waren. Hier Hinweise auf Darstellungen an anderer Stelle:
- Unter Missionsgeschichte entsteht ein Überblick.
- Die keltisch-irische Mission und die angelsächsische Mission im Europa des 6. bis 8. Jahrhunderts wird im Moment durch diese Personen dargestellt: Patrick von Irland, (Kolumban der Jüngere, Gallus, Kilian, Willibrord, Bonifatius, Gregor der Große), Germanenmission – Sachsenmission.
- Mission der assyrischen Kirche des Ostens.
- Byzantinische Mission in Osteuropa – im 8. bis 11. Jahrhundert (Kyrill von Saloniki und Method von Saloniki, Photios I., Olga von Kiew).
- Die Anfänge der katholischen Mission unter Jesuitische Mission und Pariser Mission.
- Anschauliche Beispiele für die Verflechtung von Missionierung und Kolonialismus sind die Mission in Indien und das Wirken französischer katholischer Missionare in Ländern des französischen Kolonialreichs (es war im 19. Jahrhundert das zweitgrößte der Welt).
- Neuere evangelische und pietistische Missionsbewegungen, ausgehend von Wegbereitern wie Bartholomäus Ziegenbalg (1682–1719) von der Dänisch-Hallesche Mission, Nikolaus Ludwig von Zinzendorf (1700–1760) und der von ihm gegründeten Herrnhuter Brüdergemeine und weiteren Personen.

### Beispiel: Nordamerika
„Wenn es nur eine Religion gibt, warum redet ihr weißen Leute so unterschiedlich darüber?“

Die Mission, die nicht selten im Wettbewerb verschiedener Konfessionen stattfand, spielte in der Geschichte der Indianer Nordamerikas eine wichtige – wenngleich zwiespältige – Rolle. Den Missionaren wird dabei vor allem Paternalismus (Bevormundung, Ergreifung geistiger „Herrschaft“) und Ethnozid (Unterwanderung und Auslöschung der spirituellen Grundlage traditioneller Kulturen) vorgeworfen. Teils von Einzelpersonen nach persönlichen Voraussetzungen vorgenommen, erfolgte die Missionierung und kulturelle Assimilation der Urbevölkerung auch in organisierter Zusammenarbeit von Staat und Kirche, z. B. in Kanada mithilfe des ausschließlich für Kinder der First Nations, der Inuit und der Métis vorgesehenen, staatlich organisierten Bekenntnisschulsystems (sog. Residential Schools). Die Aufarbeitung von gewalttätigen Entgleisungen in diesem Zusammenhang erfolgt bis in die heutige Zeit.
Der christliche Missionsbefehl wurde von den Kolonialmächten gern als Rechtfertigung für ihre Landnahme angeführt. So gaben die Anwerber der ersten englischen Kolonie Jamestown vor, dass hier auf freiwilliger Basis „Land gegen rechten Glauben“ ausgetauscht würde. Tatsächlich blieb die berühmte Häuptlingstochter Pocahontas lange Zeit die einzige Christin ihres Volkes. Bei den Puritanern Neuenglands gelang die Christianisierung erst, als die Ureinwohner bereits erheblich dezimiert und demoralisiert waren und die Übernahme des Glaubens der einzige Weg war, um unter den neuen Machthabern zu überleben. Ähnlich verlief die Mission in Neufrankreich, da die Einheimischen nur wenig Interesse am Christengott fanden, solange ihre überlieferten soziokulturellen Strukturen noch intakt waren. Bis weit ins 19. Jahrhundert hinein existierte bei vielen noch nicht unterworfenen Stämmen eine Konfrontation zwischen Medizinmännern und Missionaren. Die Menschen versuchten dabei einzuschätzen, welche spirituelle Macht größer war; welcher Glaube dem Einzelnen größeres Heil bringen konnte. Grundsätzlich war der Gedanke einer Universalreligion den Indianern fremd, so dass schon handfeste Gründe für den Bekehrungswillen vorliegen mussten. Der aufkommende Alkoholismus unter vielen Indianern, die in regelmäßigem Kontakt mit Weißen standen, führte zu sozialen Problemen, deren Lösung oftmals eher den Christen zugetraut wurde. Ebenso gingen einige Indianer davon aus, dass die Macht des weißen Gottes an der Technologie der Eroberer zu erkennen sei. Häufig wurden sie allerdings enttäuscht, wenn ein Pastor keinen Beweis dafür liefern konnte. Der Erfolg der Mission hing demnach sehr vom Geschick und dem kulturellen Einfühlungsvermögen des jeweiligen Missionars ab. Förderlich war prinzipiell die Bereitschaft, sich in die indigene Gemeinschaft zu integrieren.
Anders als die französischen Jesuiten, die bereit waren, auch zu nomadisierenden Stämmen zu gehen, hielten spanische Missionare ihre Arbeit nur bei sesshaften Gemeinschaften für erfolgversprechend, so dass ihre Bemühungen sich lange Zeit nur auf die Pueblo-Kulturen richtete. Dort fand sich jedoch eine theokratische Gesellschaftsstruktur mit entsprechend starkem Einfluss religiöser Traditionen und deren mächtigen Repräsentanten, den Patowa-Priestern. Dies führte schnell zu gewalttätigen Auseinandersetzungen unter Zuhilfenahme des Militärs, deren Folge jedoch die Vertreibung der Spanier und eine Festigung der Stammesreligion war. Selbst spätere Missionsbemühungen führten lediglich zu einer synkretistischen Vermischung der Religionen, in der noch heute je nach Region christliche oder traditionelle Bestandteile dominant sind. Es gibt noch weitere Beispiele für eine Rückkehr bereits missionierter Gruppen zu ihrer traditionellen Religion, die jedoch dabei fast immer christlich beeinflusst wurde.
Überall dort, wo die Mission sich nicht deutlich von den weltlichen, zumeist „anti-indianischen“ Zielen der Euroamerikaner distanzierte, war ihr wenig Erfolg beschieden. Dies galt für die russisch-orthodoxen Missionare in Alaska bei den Nordwestküstenkulturen und ebenso für die protestantischen Kirchen in den USA. Die Katholiken hatten hier bessere Chancen. Ein weiteres Hindernis konnte im sozialen Status der Bekehrten liegen: Wandten sich etwa Außenseiter oder Leute von niedrigem Rang mit der Hoffnung auf ihre Besserstellung dem Christentum zu – was nicht selten geschah –, distanzierten sich die Anderen von den Missionaren. Vielfach bediente sich die Mission indigener Prediger und Katecheten als Missionshelfer. Diese Praxis hatte sehr häufig zur Folge, dass die christliche Botschaft zum Teil stark verfälscht bzw. an die Gedankenwelt der heidnischen Menschen angepasst wurde (ein bekanntes Beispiel ist der Lakota Black Elk). Auf der anderen Seite kann man damit gegen den Vorwurf des Ethnozids argumentieren.
Die christliche Mission bei den Ureinwohnern Nordamerikas hat seit dem 16. Jahrhundert diverse religiöse Formen hervorgebracht, die von einer kompletten Christianisierung mit der Integrierung einiger traditioneller Bräuche (Beispiele: Mi’kmaq, Iñupiat) über mehr oder weniger christlich beeinflusste ethnische Religionen (Beispiele: Dogrib, Apachen) oder „Doppel-Religiosität“ (auch Kompartmentalisierung, Beispiele: Pueblo-Kulturen, Oklahoma-Creek, James Bay Cree) bis hin zu „indianische Formen des Christentums“ (→ Indian Shaker Church, Native American Church, Langhaus-Religion) reichen.

### Beispiel: Lateinamerika

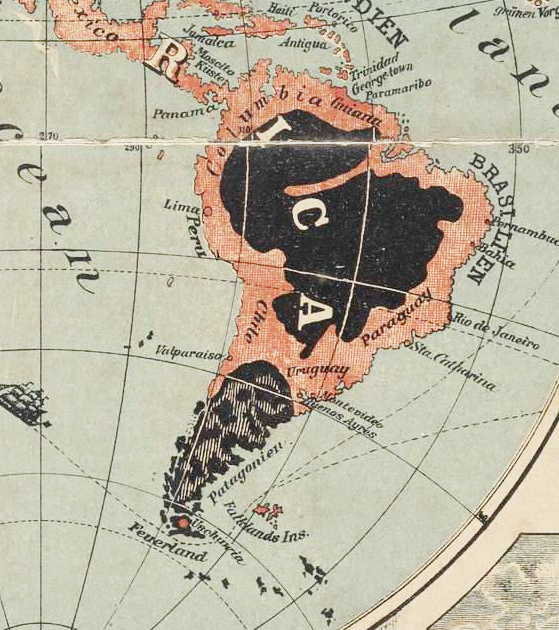
Stand der christlichen Mission um 1890

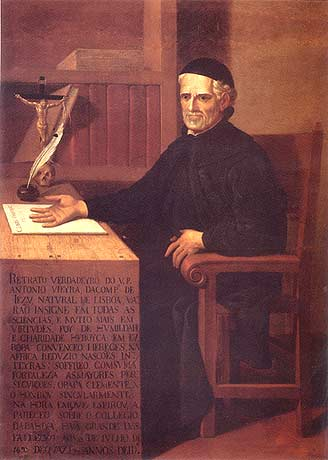
António Vieira versuchte im 17. Jahrhundert, einige Stämme vor der Sklaverei zu bewahren

„Unser Gebiet dehnte sich einst vom Fluss Curaray bis zum Napo aus. Wir verloren unser Gebiet durch die Ankunft der Missionare, die mit der Erdölindustrie zusammenarbeiteten.“

Bald nach den ersten Spaniern und Portugiesen kamen auch die Missionare zur Bekehrung der „heidnischen Wilden“ Lateinamerikas, die bis zum 16. Jahrhundert von der Kirche den seelenlosen Tieren gleichgesetzt wurden. Danach wurden sie als „Kinder“ betrachtet. Die katholische Kirche unterstützte damit die Eroberung und Kolonisierung der indigenen Völker. Die Missionierung erfolgte mit materiellen Druckmitteln oder gar Gewalt; Alternativen zu Taufe und Bekehrung wurden nicht zugelassen. Nicht selten arbeiteten die Missionare Hand in Hand mit den militärischen Machthabern aus Europa und versuchten durch die Christianisierung die indianische Bevölkerung in das europäische Wertesystem zu integrieren und den indianischen Widerstand zu brechen. Dennoch taten die Indianer alles, um ihre eigenen Gottheiten und Überzeugungen unter dem Deckmantel des Katholizismus zu bewahren. So findet man bis heute viele Beispiele für synkretistische Verschmelzungen der Religionen: In einer katholischen Messe in Guatemala werden noch heute mit Räucherstäbchen und Gesängen Opfer dargebracht, und Pachamama (Mutter Erde) ist in den Andenländern ebenso präsent wie die Jungfrau Maria. Der Marienkult in Mexiko verweist auf die Anbetung von Fruchtbarkeitsgöttinnen vor der Ankunft der Spanier. Nur vereinzelt übernahm die Kirche – oder einige ihrer Vertreter – auch Schutzfunktion für ihre „Kinder“. Ein Beispiel ist der Jesuitenpater António Vieira: Er hat viele Indianer der Nordostküste Brasiliens überredet, zum Christentum überzutreten, in der Hoffnung, sie dadurch vor der Sklaverei zu retten.
Heute wirken bei den noch nicht missionierten Stämmen der Amazonasregion vor allem evangelikale Gruppierungen. Sie haben sich in der Praxis oft als Wegbereiter für die Erdölkonzerne erwiesen: In Ecuador etwa haben Missionare des Institutes SIL International in den 1960er und 70er Jahren mit Geschenken und Versprechungen das Volk der Huaorani in Missionsstationen konzentriert. Sie wurden dabei vom Erdölkonzern Texaco unterstützt, der währenddessen die Zeit nutzte, um eine Versorgungsstraße in das Huaoranigebiet zu bauen. In der gleichen Zeit wurde in Paraguay der Widerstand der Ayoreo gegen die Erschließung ihres Lebensraumes durch die Missionierung durch katholische und protestantische Missionare in Verbindung mit Ölprospektionen und Pelztierfallenstellerei gebrochen. Militärische Besetzung und missionarische Tätigkeit erleichterten bei den indigenen Gruppen des Kulturareales Chaco die Inbesitznahme des Gebietes vor allem durch Viehzüchter, die im Laufe des 20. Jahrhunderts zunächst noch recht verhalten, seit 1985 jedoch mit ständig wachsender Geschwindigkeit stattfand.
Auf der anderen Seite haben Missionen seit der Mitte des 20. Jahrhunderts viel dazu beigetragen, dass die indianischen Völker sich organisieren und national und international gehört werden. So ging die Organisation der Shuar in Ecuador, die sich in den 1970er Jahren gegründet hat, aus der Arbeit der katholischen Mission hervor.

## Gegenwärtige Situation
Peter Beyerhaus macht einen Unterschied zwischen der großkirchlich und konfessionell geprägten Mission einerseits, wo das Verständnis des Reiches Gottes leicht mit einer bestimmten Kirche identifiziert wird, und anderseits der philanthropisch geprägten angelsächsischen Mission, welche verbesserte Zustände in der Welt im Auge hat. Die Existenz von konfessionell nicht gebundenen Missionsvereinen hat die Ursache oft darin, dass es den Missionaren nicht gelang, ihre Heimatkirche zur Gründung einer Mission zu bewegen.
Neben der „Neuland-Mission“ in Gebieten ohne christliche Glaubenszeugnisse (Pioniermission oder früher „Heidenmission“) hat sich die Weltmission der christlichen Denominationen vielfach in eine partnerschaftliche Zusammenarbeit zwischen den Kirchen des Nordens und den Kirchen der traditionellen Missionsgebiete entwickelt, von denen die meisten heute unabhängige, selbstständige Kirchen sind. Viele dieser unabhängigen Kirchen betreiben ihrerseits Missionen: So entsendet die Evangelisch-Lutherische Kirche in Tansania Missionare nach Mosambik. Südkorea gilt neben den USA als das Land, das im Verhältnis zur Bevölkerungszahl des eigenen Landes weltweit am meisten Missionare entsendet.
Mit Hilfe ihrer Partner spielt in den „jungen Kirchen“ auch Diakonie eine wichtige Rolle. Weil in den Ländern des Südens Gesundheit und Bildung auf der Aufgabenliste der Regierung selten ganz oben rangiert, fühlen sich die Kirchen herausgefordert, den Menschen ganzheitlich zu dienen. Evangelisierung und Entwicklungshilfe, Gesundheitsarbeit und Sozialarbeit wird von den Mitgliedswerken des EMW, Evangelisches Missionswerk in Deutschland e. V., und der AEM, Arbeitsgemeinschaft Evangelikaler Missionen, nach eigenen Angaben vorrangig gesehen.
Mission wird eng mit Diakonie in Verbindung gebracht: Die Missionsgesellschaften der verschiedenen christlichen Kirchen verbinden ihre Arbeit mit praktischer Entwicklungshilfe.
Im ökumenischen Dialog im Rahmen der Weltmissionskonferenz hat sich der Missionsbegriff zur Missio Dei gewandelt. Er besagt: Gott selbst handelt in seiner Schöpfung, und die Christen beteiligen sich nur daran. Ganz in diesem Sinne ging es auf der Weltmissionskonferenz 2005 in Athen um die Frage, wie christliche Gemeinschaften, Kirchengemeinden vor Ort und ganze Kirchen sich an der Heilung und Versöhnung beteiligen können, welche die Menschen und Gesellschaften um sie herum dringend benötigen. Beispiele dafür sind die Theologie der Befreiung in Lateinamerika oder die Wahrheits- und Versöhnungskommission (engl. Truth and Reconciliation Commission) in Südafrika. Durch den interreligiösen Dialog mit Muslimen, Juden und Angehörigen anderer Religionen versucht man, alte Missionspositionen zu überwinden.
Sowohl die katholische als auch die evangelischen Kirchen in Deutschland sehen sich in jüngster Zeit gesellschaftlichen – vor allem demografischen und steuerpolitischen – Veränderungen ausgesetzt. Bereits 1999 hat eine Synode der EKD in Leipzig Innere Mission als künftige Kernaufgabe der Kirche benannt. Besonders in den neuen Bundesländern wird die Entfremdung der Menschen von der Kirche und vom christlichen Glauben als eine große Herausforderung gesehen. Missionarischem Wirken komme hier die Aufgabe zu, auf Menschen zuzugehen, mit ihnen über ihr Leben ins Gespräch zu kommen und sie mit dem Glauben an Jesus Christus bekannt zu machen. In einer Gesellschaft der Postmoderne könne dies – insbesondere aus Sicht der Volkskirchen – nur geschehen, wenn das Christentum als ein Angebot unter vielen deutlich artikuliert wird. Deswegen wird eine überzeugende Vermittlung christlicher Werte für zunehmend unverzichtbar gehalten; siehe dazu auch: Apologetik.

### Laienmission
Oft werden Missionseinsätze nicht von fest angestellten Missionaren, sondern von Laien durchgeführt, welche sich zwischen einer Woche und ungefähr zwei Jahren im Ausland einsetzen und oft die fest angestellten Missionare in ihrer Tätigkeit unterstützen. Die Grenze zwischen Festanstellung und Laie sind dabei fließend. Sehr kurze Einsätze von einer bis fünf Wochen sind eine Art Feriengestaltung. Solche Einsätze können auch in der Gruppe (beispielsweise als Jugendgruppe wie Jugend mit einer Mission) durchgeführt werden.
Die Spannbreite dieser Einsätze reicht vom Segeltörn auf einem Missionsschiff bis zur Ferienlagergestaltung für andere Kinder in einem Sommerlager.

## Kritik
Die protestantische Weltmissionskonferenz von Edinburgh 1910 gilt als Weiche zwischen der ökumenischen und der evangelikalen Denkschule, obwohl es weiterhin gemeinsam akzeptierte Bereiche gibt. An der Weltmissionskonferenz des Ökumenischen Rates der Kirchen von 1948 in Amsterdam wurde die evangelikale Evangelisation akzeptiert. Die vom Pietismus und Evangelikalismus geprägte Konferenz-Tradition begann mit eigenen Weltmissionskonferenzen in Berlin 1966 und Lausanne 1974.
Toby Luckhurst stellte nach dem gewaltsamen Tod des Missionars John Allen Chau auf North Sentinel Island 2018 die Frage: „Helfen Missionare oder schaden sie?“ und verwies unter anderem auf imperialistische Formen von Missionsarbeit und die Fortschreibung kolonialer Tradition durch Mission auch im Zusammenhang mit der Zusammenarbeit evangelikaler Missionare mit Rohstoff-Firmen im Amazonas. Die Missionierung unkontaktierter Völker stellt jedoch inzwischen eine Ausnahme dar und wird vor allem von fundamentalistischen Gruppen wie dem Joshua Project vorangetrieben.